# Cyrtopodion belaense
Cyrtopodion belaense es una especie de gecos de la familia Gekkonidae.

## Distribución geográfica yhábitat
Es endémica de las lomas rocosas del sur de Pakistán.